# Schafscherer

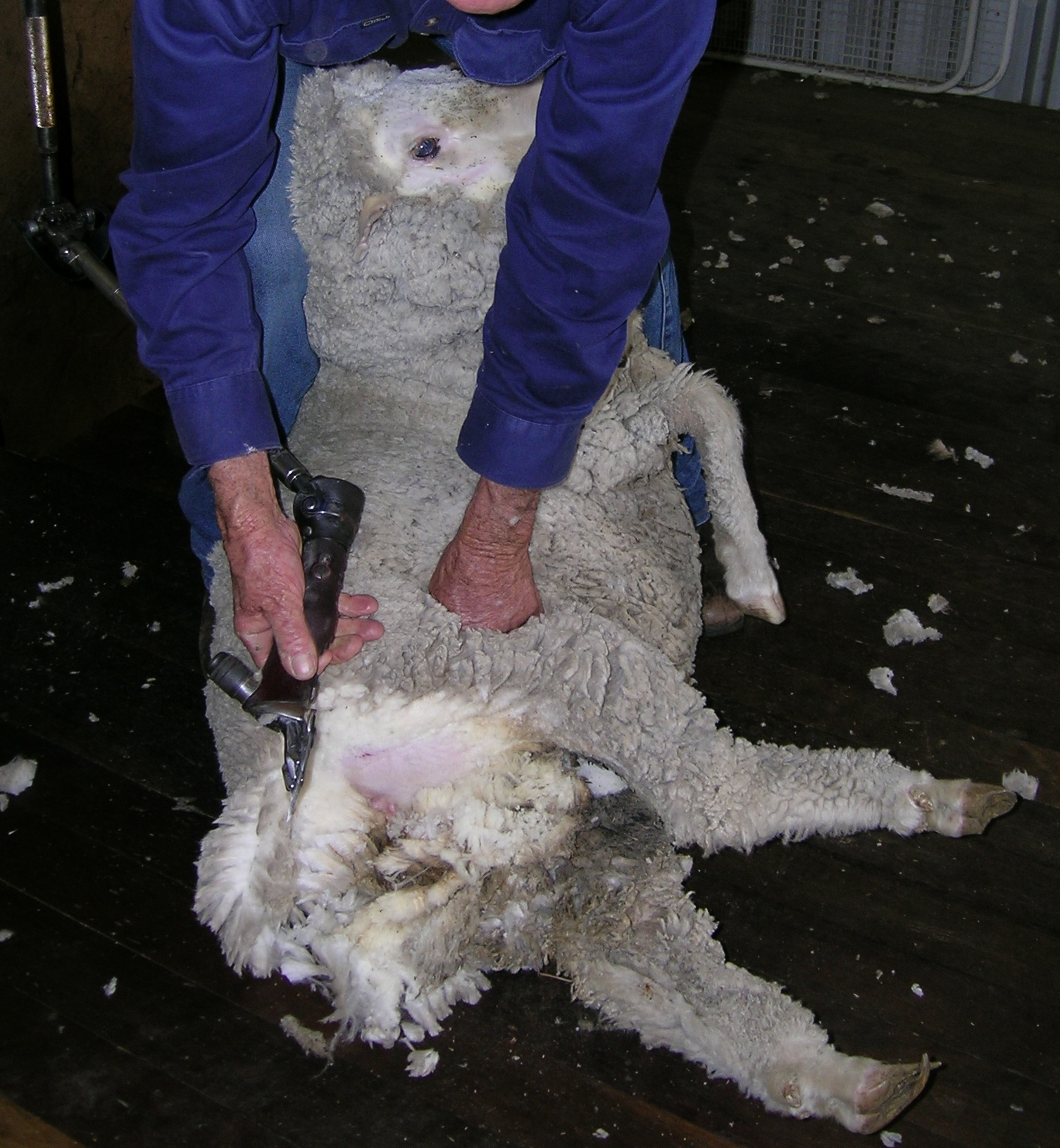
Heutiges Schafscheren mit Handmaschinen

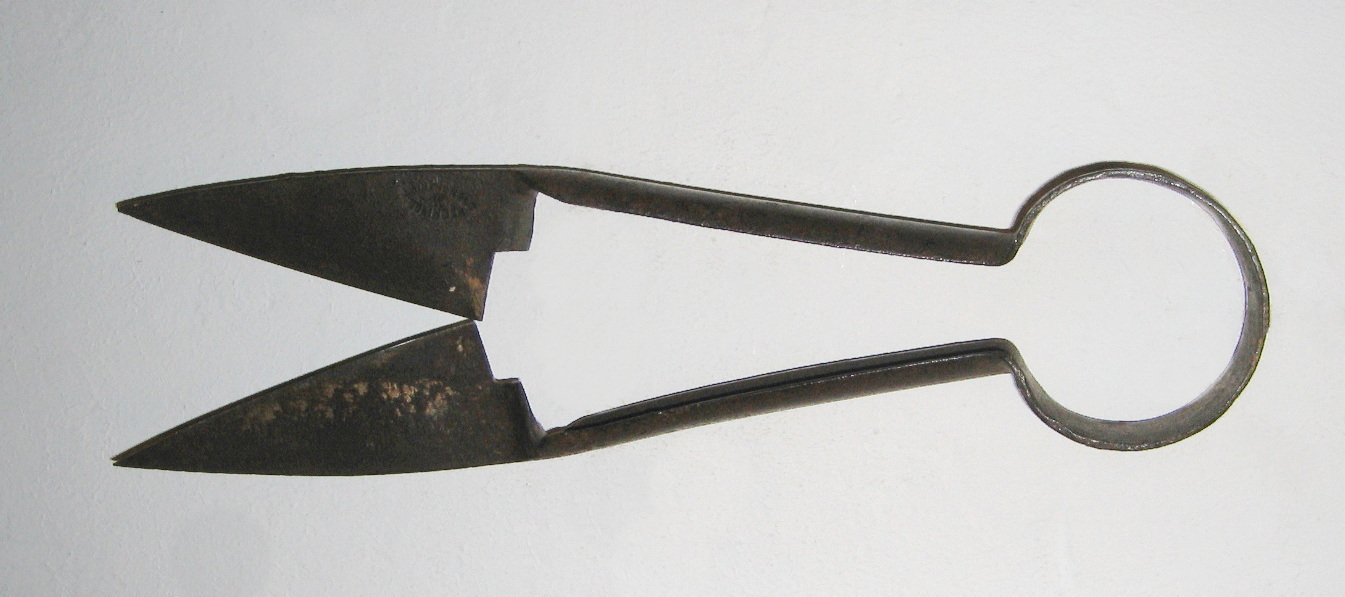
Historische Schafschere

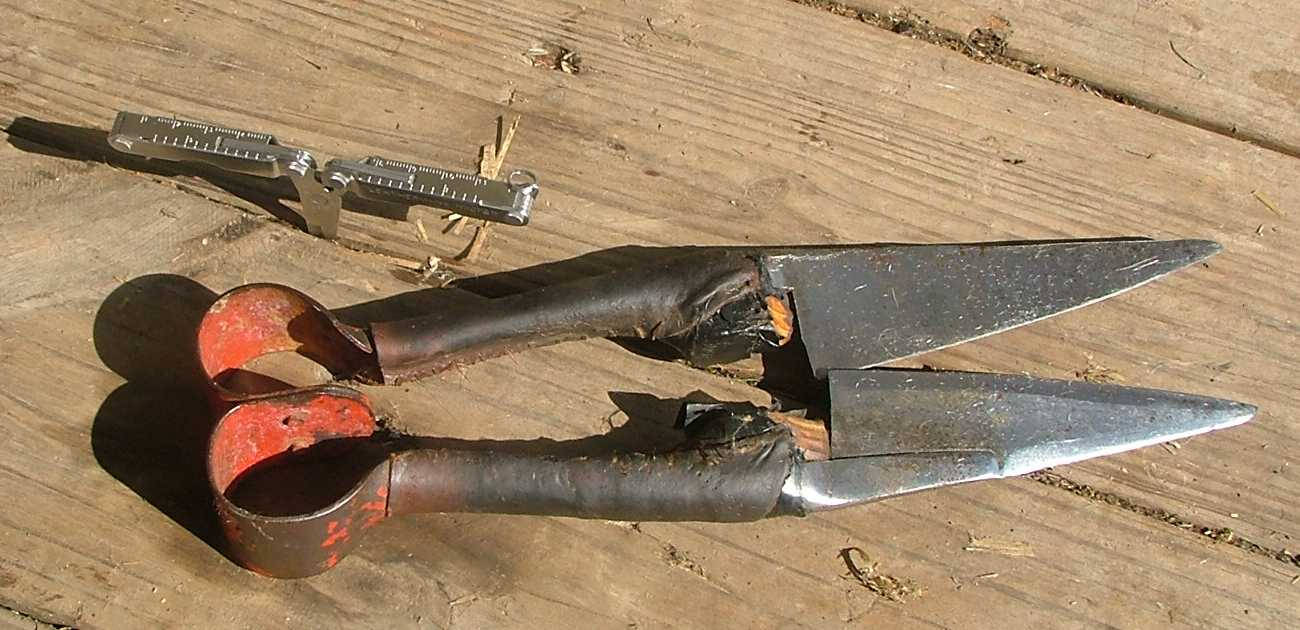
Hand-Schafschere, gezeigt auf der New York Sheep & Wool Fair im Jahr 2007

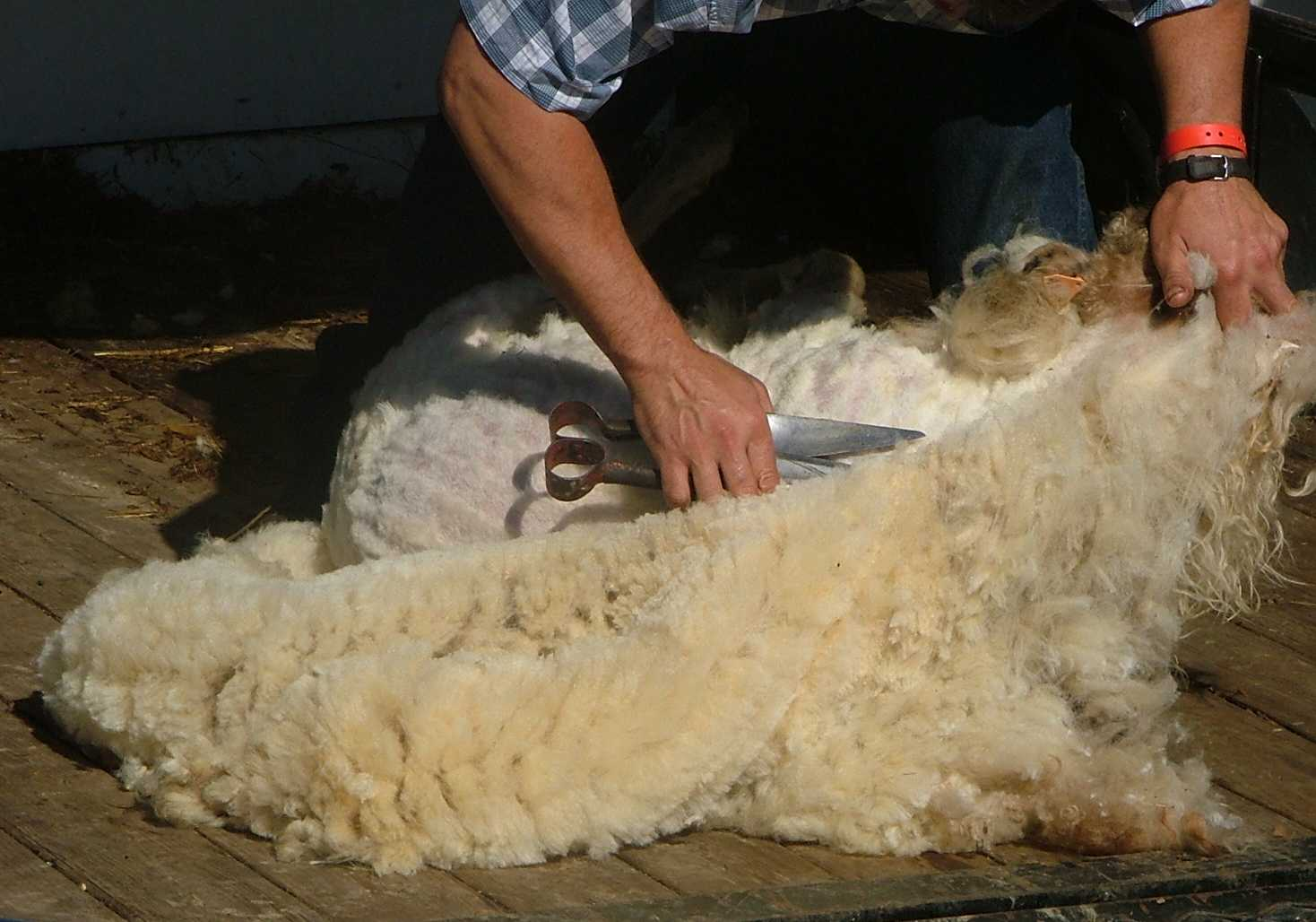
Demonstration mit der Hand-Schere auf der New York Sheep & Wool Fair 2007

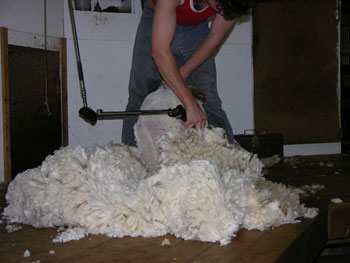
Ein Merinoschaf, das in Victoria, Australien geschoren wird.

Ein Schafscherer schneidet mit elektrischen Hand-Schermaschinen den Winterpelz der Schafe ab. Ursprünglich wurde diese Arbeit mit Hand-Schafscheren ausgeführt. In einigen Ländern ist Schafscherer ein eigenständiger Beruf, der in besonderen Schulen wie beispielsweise in Queensland ausgebildet wird. Der Beruf der Schafscherer entwickelte sich durch die Arbeitsteilung, die durch die massenhafte Produktion von Schaffleisch und Schafwolle hervorgerufen wurde. Die Wurzeln dieses Berufes liegen in Australien, wo um 1800 die Schafzucht mit dem Schafzuchtpionier John Macarthur begann und die sich anschließend zur Massenproduktion entwickelte. Heute gibt es diesen Beruf vor allem in Australien und Neuseeland, in Deutschland ist er selten und wird als Nebenerwerbsberuf ausgeübt.

## Geschichte
Mit der Domestizierung der Schafe bildete sich der Schäferberuf aus. Schäfer ist einer der ältesten landwirtschaftlichen Berufe und ursprünglich war die Schafschur Bestandteil ihrer Arbeit. Insbesondere in Australien wurde die Schafzucht ein wesentlicher Bestandteil der Landwirtschaft, da sich neben Schafsfleisch auch Schafswolle zu einem bedeutenden Exportartikel entwickelte. Die Schafherden wuchsen innerhalb kurzer Zeit auf mehrere zehntausend Tiere an und in diesem Zusammenhang entwickelte sich der Beruf des Schafscherers. Die frühen australischen Schafscherer arbeiteten unter schlechten Arbeitsbedingungen in Schuppen und zu niedrigem Lohn. Im Jahre 1891 kam es zu einem Schafscherer-Streik der etwa zehntausend gewerkschaftlich organisierten Schafscherer gegen die schlechten Arbeits- und Lohnbedingungen. Ein zweiter Schafscherer-Streik folgte im Jahre 1894. Bereits 1888 hatte Australien die erste Schafscherer-Station, die Schermaschinen einsetzte. 1915 wurde eine Schafstation mit dampfgetriebenen Maschinen errichtet.

## Gegenwart
Die meisten Schafherden gibt es in Neuseeland und in Australien. In Australien gab es 2004 etwa 13.000 professionelle Schafscherer und 125 Millionen Schafe; in Deutschland weniger als 2 Millionen. Auch heute werden die Schafscherer nach der Anzahl der geschorenen Schafe bezahlt. Es gibt unterschiedliche Techniken des Schafscherens wie die von Godfrey Bowen seit 1950 oder die Tally-Hi-Methode. Die Tally-Hi-Methode wurde 1963 von Kevin Sarre und der Australian Wool Corporation entwickelt, weil sich bei dieser Anwendung die Schafe mit dieser Methode beim Scheren weniger wehren und der Kraftaufwand für die Schafscherer geringer ist. In Australien gibt es Ausbilder für das Schafscheren. Im Jahre 1983 streikten die australischen Schafscherer 10 Wochen lang.

### Deutschland
In der DDR gab es etwa 3 Millionen Schafe. Schafscheren war damals ein geregelter Ausbildungsberuf. Es gibt kein geregeltes Berufsbild für Schafscherer in der Bundesrepublik. In einer Ausbildung zum Tierwirt ist eine Fachrichtung Schäferei aufgelistet, in der „Schurmethoden unterscheiden und Voll- und Schwanzschur durchführen“ Ausbildungsinhalt ist.
Neben Landesmeisterschaften im Schafscheren in Brandenburg und Thüringen gibt es Deutsche Meisterschaften, dabei werden Schafe in einer Zeit von etwas mehr als einer Minute geschoren, wobei Unversehrtheit, Schurtechnik und Exaktheit bewertet werden. Die weniger als 2 Millionen Schafe Deutschlands werden vor allem zur Landschaftspflege von Heidelandschaften und Deichen eingesetzt oder zur Fleischproduktion verwendet. Die Schafswolle bildet heute nur noch ein Nebenprodukt, da sie wirtschaftlich aus Kostengründen nicht verwertbar erscheint. Um die Interessen der deutschen Schafzüchter zusammenzufassen, gibt es seit 1934 die „Vereinigung Deutscher Landesschafzuchtverbände (VDL)“ und vor kurzem wurde ein „Verein Deutscher Schafscherer“ gebildet, der im Jahre 2009 21 Mitglieder zählte, die vor allem aus Brandenburg und einzelne aus Schleswig-Holstein und Thüringen kommen. Dieser Verein, dessen Mitglieder den Beruf des Schafscherens im Nebenerwerb ausüben, will auch Ausbildungen und Lehrgänge im Schafscheren veranstalten.
Der Ort Schorlingborstel in Niedersachsen ist nach Schafscherer benannt. Scherling oder Schorling ist die niederdeutsche Bezeichnung für Schafscherer.

### Wettbewerbe
Seit es Wettbewerbe im Schafscheren gibt, entwickeln die Rekordhalter eigene Schnittmuster, dabei wird beispielsweise ein Schaf in zwei bis drei Minuten geschoren und in Wettbewerben unter 30 Sekunden. Diejenigen, die 200 Schafe am Tag scheren, werden Gun shearer genannt. Diese Schafscherer verschleißen dabei 50 bis 70 Schneidblätter am Tag. Bei ihrer Arbeit tragen sie eine spezielle Kleidung, die ihre Frontpartie und Beine schützt.
Schafscherer-Wettbewerbe finden in Irland, Großbritannien, Südafrika, Neuseeland und Australien, aber auch in Deutschland, statt. In Wales ist der Wettbewerb ein Teil einer großen Show, der Royal Welsh Show. Bei Edinburgh findet ein Bewerb im Rahmen der Royal Highland Show im Juni statt.
Die größte derartige Veranstaltung, die Golden Shears Championship, wird seit 1961 im Wairarapa-Distrikt in Neuseeland an mehreren Tagen abgehalten. Dort wird die Arbeit der Wettbewerbsteilnehmer beim Schneiden feiner und langer Wolle sowie eine zweite Schafschur bewertet. Dieser Wettbewerb findet jeweils im März jeden Jahres statt, im Jahr 2010 fand der Wettbewerb zum fünfzigsten Male statt.

### Rekorde

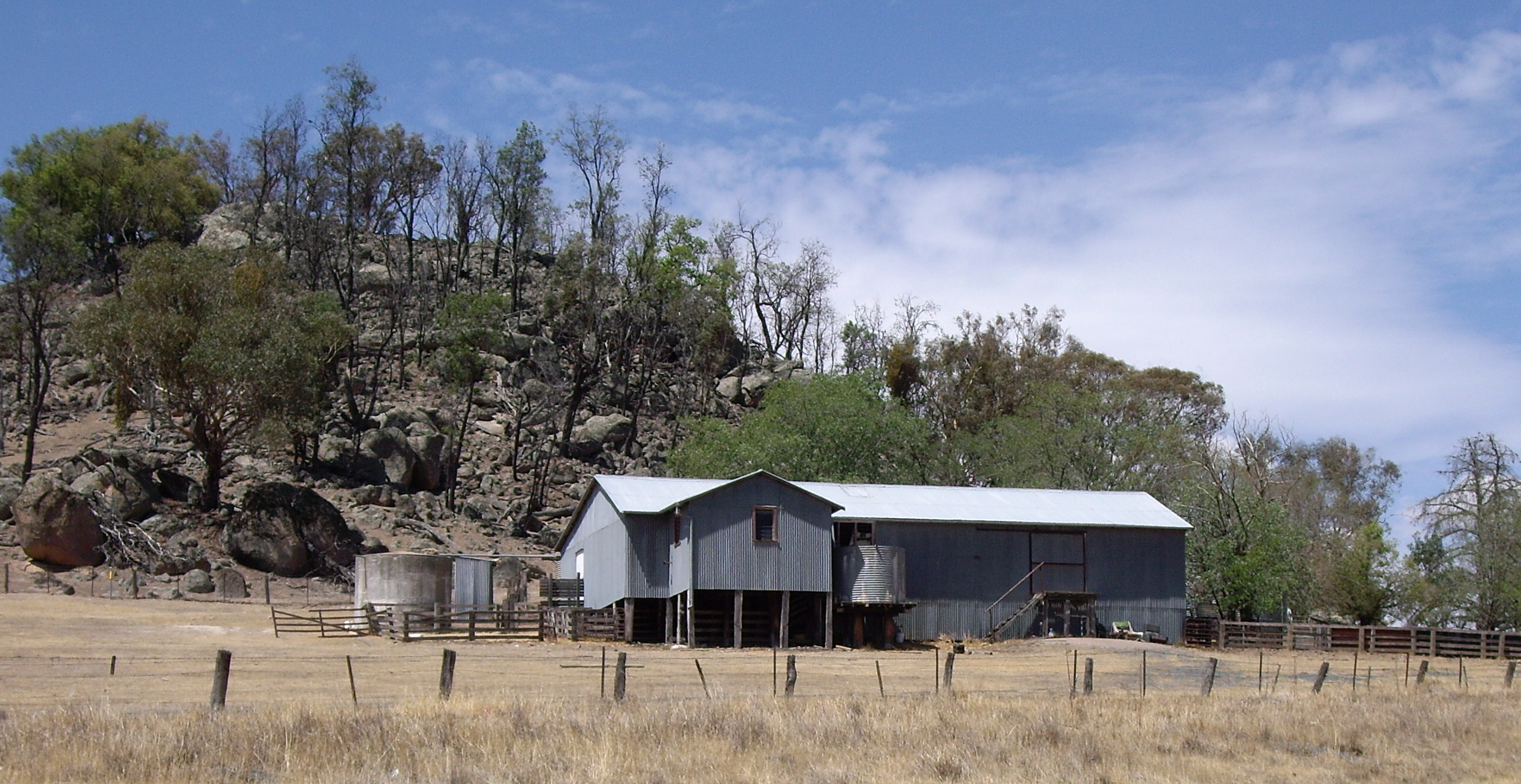
Schafschererhütte bei Kyeamba, New South Wales in Australien

Am 10. Oktober 1892 schor der Australier Jackie Howe 321 Schafe in 7 Stunden und 40 Minuten. Kevin Sarre war der erfolgreichste Schafscherer im 20. Jahrhundert, der die Tally-Hi-Methode in Australien anwendete. Henry Salter gewann den ersten Wettbewerb im Schafscheren, der 1934 in Pyramid Hill abgehalten wurde und er wurde 1953 bester Maschinenscherer in Australien. Dwayne Black hielt sechs Weltrekorde und Brendan Boyle hielt den Weltrekord im 24-Stunden-Scheren mit 841 geschorenen Merinoschafen.
Im Outback gibt es seit 2001 die Australian Shearers’ Hall of Fame mit Museum in Hay in New South Wales.

## Der Beruf in der Kunst
Die Tätigkeit des Schafscherens findet sich auch in künstlerischen Darstellungen wie in der Malerei und Bildhauerei, wie z. B. beim Bildhauer Rudolf Schweinitz in seinem Werk Die Oder wieder. Bekannt ist das Bild von Jean-François Millet Die Schafscherer, das von Van Gogh nachempfunden wurde und im Rijksmuseum Vincent van Gogh in Amsterdam ausgestellt ist.

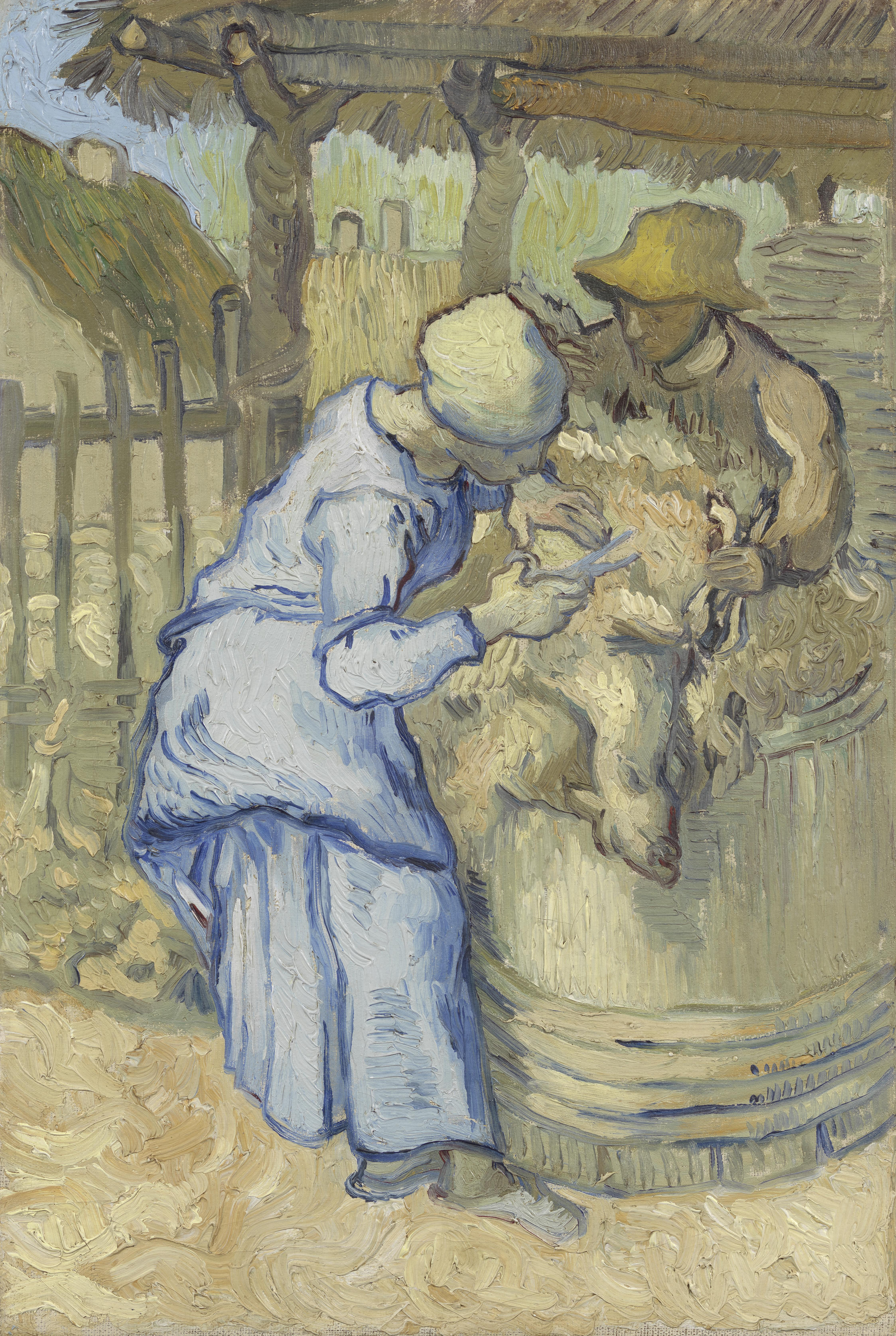
Die Schafscherer von Vincent van Gogh
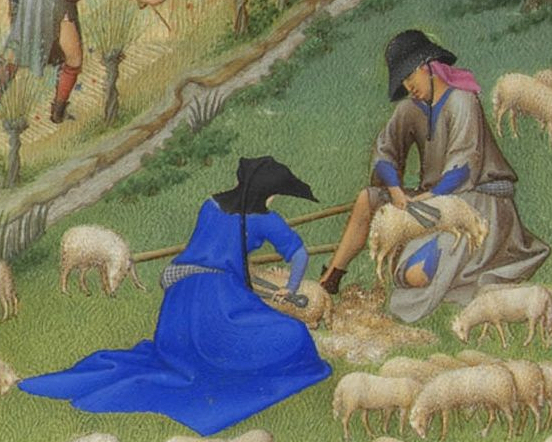
Buchillustration: Mann und Frau beim Schafscheren (14.–15. Jahrhundert)
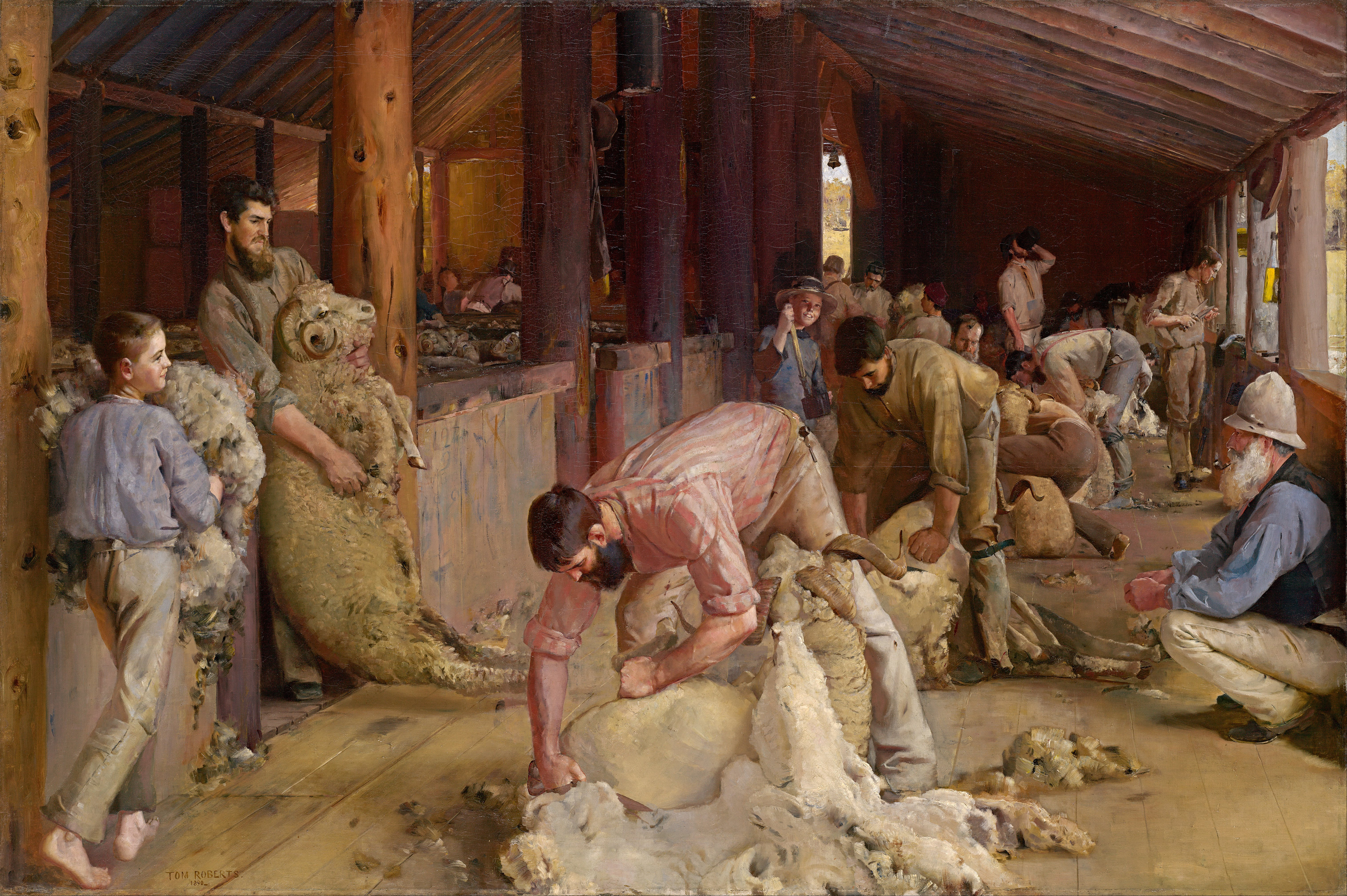
Ölgemälde: Händisches Schafscheren in Australien von Tom Roberts (um 1890)
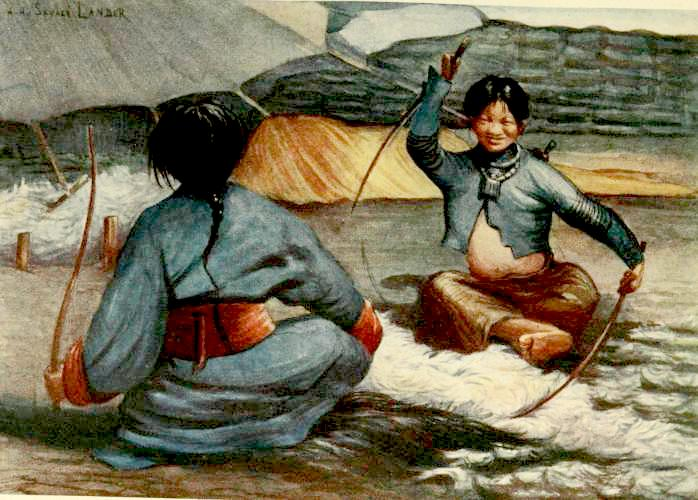
Buchillustration: Reinigen der Schafswolle nach dem Scheren in Tibet (1905)